# Lophocampa sobrinoides
Lophocampa sobrinoides är en fjärilsart som beskrevs av Rothschild 1910. Lophocampa sobrinoides ingår i släktet Lophocampa och familjen björnspinnare. Inga underarter finns listade i Catalogue of Life.